# محافظة زيانغهوانغ
 محافظة زيانغهوانغ (لاو:ຊຽງຂວາງ) و(بالإنجليزية:Xiangkhouang) واحدة من محافظات لاوس تقع في الشمال الشرقي في لاوس، تعرف انها تعرضت للقصف خلال حرب فيتنام

## التقسيمات الادارية
- تنقسم المحافظة الي 8 مناطق إدارية كمقاطعات (بلديات)

| 1. مقاطعة خام 2. مقاطعة شنت 3. مقاطعة موركماي 4. مقاطعة نونغيد 5. مقاطعة بيك 6. مقاطعة فاكساي 7. مقاطعة فوكود 8. مقاطعة تاتوم |